# Lýdia Suková
Lýdia Suková (* 3. dubna 1984 Trstená) je česko-slovenská zvěrolékařka, propagátorka záchranných sítí pro koně, veterinářka Zoo Děčín, autorka knihy Veterinářka vypráví, ilustrátorka. 

## Život

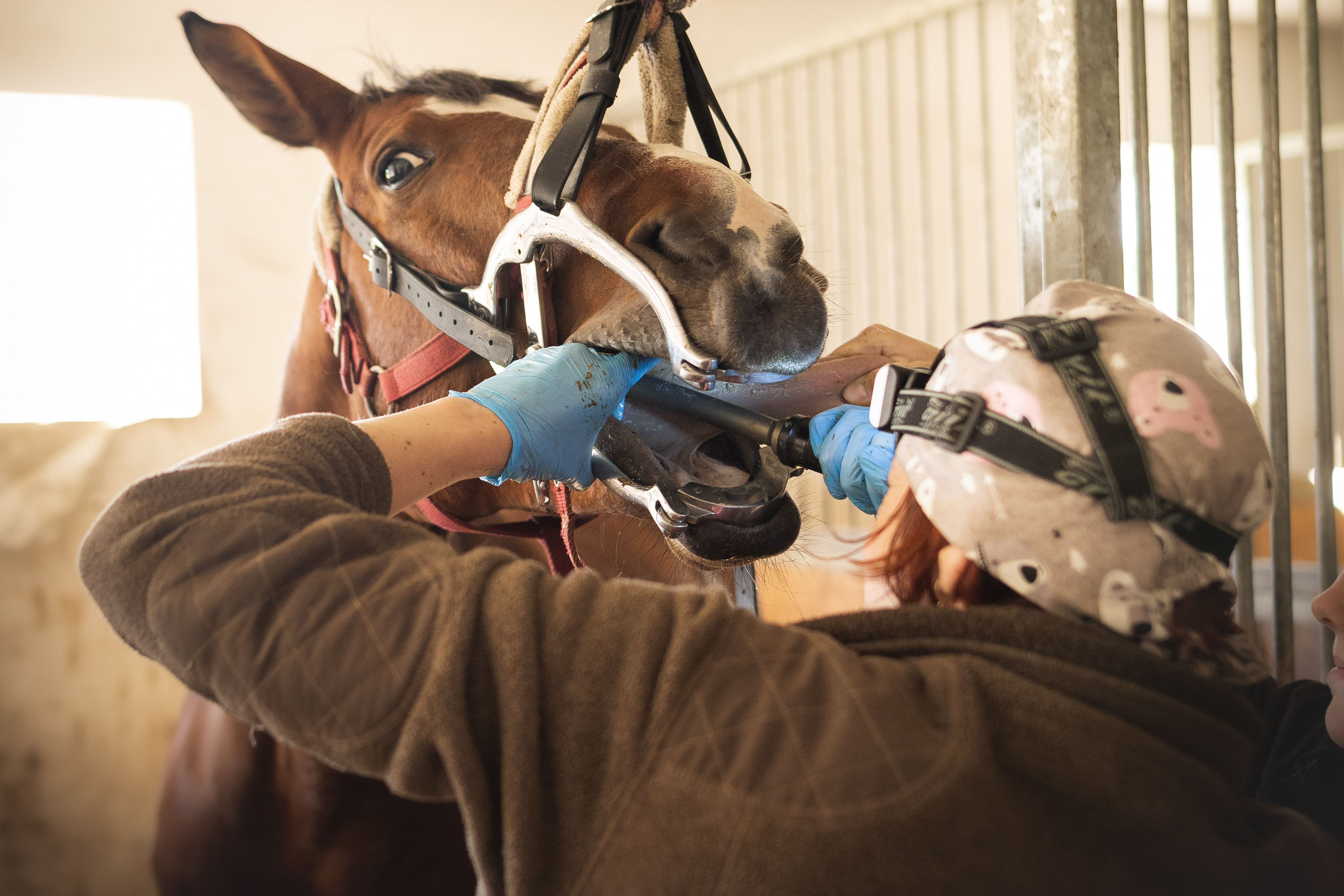

Střední školu vystudovala v Nitře, obor veterinář, pak pokračovala na Fakultě veterinárního lékařství Veterinární a farmaceutické univerzity Brno a v České republice už zůstala natrvalo. V roce 2009, hned po škole, si otevřela vlastní veterinární praxi v okrese Česká Lípa. Věnuje se kompletní terénní diagnostice koní, chirurgii a stomatologii. Ale ošetřuje i jiná hospodářská zvířata. Od roku 2014 je veterinární lékařkou v Zoo Děčín. Má za sebou stáže na klinice ve Fezu v Maroku a na veterinární klinice Lusche v Německu. Absolvovala nespočet seminářů a kongresů u nás i v zahraničí. Zároveň sama přednáší a pořádá nejrůznější workshopy. Zorganizovala sbírku na záchranné sítě pro koně. Pořídilo se jich sedm a povědomí o nich rozšířila natolik, že je využívají jak soukromníci, tak záchranné složky. V roce 2022 se významně zasloužila o včasnou evakuaci koní, skotu a dalších zvířat z oblastí zasažených požárem v Českém Švýcarsku. 

## Dílo
Příběhy ze své zvěrolékařské praxe zachytila v knize Veterinářka vypráví (2023), kterou napsala společně s Lenkou Vrátnou. Kromě humorných i dojemných příběhů knížka nabízí i hluboký vhled do každodenního života a dilemat terénního veterináře. Ještě léčit, nebo už nechat zvíře jít? Vyjet pozdě večer k naléhavému případu, i když má malý syn horečku? Kde se vzaly sítě pro koně a jak přistupují k léčbě zvířat v Maroku? A jak zvládají léčbu svých mazlíčků jejich majitelé a říkají veterinářům vždycky pravdu? Knihu zároveň doplnila i vlastními akvarely.

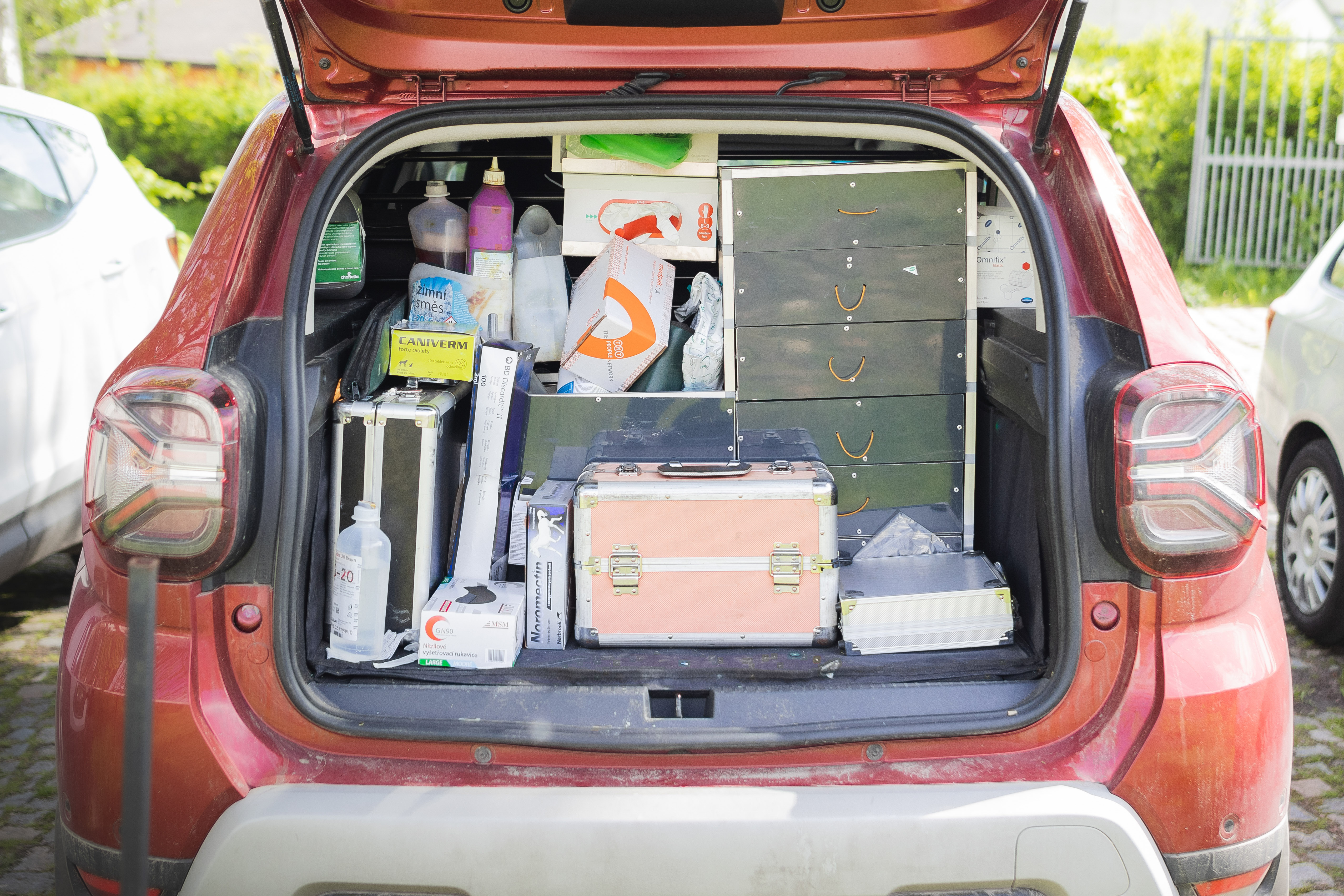